# にくい貴方
「にくい貴方」（にくいあなた、原題：These Boots Are Made for Walkin' ）は、ナンシー・シナトラの楽曲。1965年末に発表され、1966年にアメリカ、イギリスほか多数の国で1位を記録した。

## 概要
リー・ヘイズルウッドはフランク・シナトラからの依頼を受けて1965年からナンシー・シナトラと仕事を組むこととなる。ところが「にくい貴方」は元々はヘイズルウッド自身が歌うために書かかれた曲だった。「これは女の子向きの歌じゃない」とヘイズルウッドが言うと、シナトラは「男の人からしたらとげとげしくて口汚く思えるかもしれないけれど、小娘が歌うからいいんじゃない。ぴったりの曲よ」と反論。ヘイズルウッドは「なるほどそれもそうだな」と思い直し、「So Long Babe」に続くシナトラのシングルに決めた。
1965年11月19日、ロサンゼルスのウェスタン・レコーダーズでレコーディングは行われた。編曲はビリー・ストレンジが担当した。同年12月、シングルA面として発表された。B面は「町は眠らない（The City Never Sleeps at Night）」。
1966年2月26日付のビルボード・Hot 100の1位を記録。そのほか、イギリス、カナダ、オーストラリア、アイルランド、ニュージーランド、南アフリカなどにおいて1位を記録した。ビルボードの1966年年間チャートにおいても13位を記録し大ヒットとなった。
なお、ヘイズルウッドは1966年にセルフカバーを発表している。
日本ではTBSテレビで放送されていた音楽バラエティ番組「うたばん」のテーマ曲、およびダイハツ工業から発売されていた小型トールワゴン「クー」のCMソングとしてそれぞれ使用されていた。

## カバー・バージョン
- ザ・ベンチャーズ - 1966年のアルバム『Go With The Ventures』に収録。
- スプリームス - 1966年のアルバム『The Supremes A' Go-Go』に収録。
- ロレッタ・リン - 1966年のアルバム『You Ain't Woman Enough』に収録。
- リー・ヘイズルウッド - 1966年のアルバム『The Very Special World of Lee Hazlewood』に収録[5]。
- ミセス・ミラー - 1966年のアルバム『Mrs. Miller's Greatest Hits』に収録[6]。
- ボー・ブラメルズ - 1966年のアルバム『Beau Brummels 66』に収録。
- ダリダ - 1967年のアルバム『Piccolo ragazzo』に収録。イタリア語詞。タイトルは「Stivaletti rossi」。
- シマリップ - 1970年のアルバム『Skinhead Moonstomp』に収録。
- ブリティッシュ・エレクトリック・ファウンデイション - ポーラ・イェーツをシンガーに迎え、1982年にシングルとして発表。この曲は資生堂・インウイのテレビCMで使われている。
- メガデス - 1985年のアルバム 『キリング・イズ・マイ・ビジネス』に収録。ただし、一部の歌詞をデイヴ・ムステインがふざけて改竄しているため、ヘイゼルウッドからクレームを受けたことで初回生産分のみの収録となり、2002年発売のリマスター盤で再び収録された際はこの経緯が関係していたためか、替え歌の部分に自主規制音が被せられている。
- サム・フィリップス - 1994年の映画『プレタポルテ』のサウンドトラック。
- ジェシカ・シンプソン - 2005年のシングル。
- 伊藤由奈 - 2006年のシングル「stuck on you」に収録。
- オリヴィア・ホルト - 2013年のサウンドトラック・アルバム『シェキラ! シーズン3 サウンドトラック』に収録。
- 八代亜紀 - 2017年のアルバム『夜のつづき』に収録。